# Luciîste, Alușta
Luciîste (în ucraineană Лучисте) este o comună în orașul regional Alușta, Republica Autonomă Crimeea, Ucraina, formată numai din satul de reședință.

## Demografie
Componența lingvistică a comunei Luciîste
     Rusă (80,28%)
     Tătară crimeeană (12,34%)
     Ucraineană (6,74%)
     Alte limbi (0,16%)
Conform recensământului din 2001, majoritatea populației comunei Luciîste era vorbitoare de rusă (80,28%), existând în minoritate și vorbitori de tătară crimeeană (12,34%) și ucraineană (6,74%).